# Mario Tuane
Mario Jorge Tuane Escaff (Santiago, Chile, 27 de julio de 1927  - Viña del Mar, 13 de agosto de 2017) fue un exfutbolista y director técnico chileno que desarrolló gran parte de su carrera en el fútbol sudafricano. Es considerado el descubridor del futbolista chileno-sudafricano Mark González.

## Biografía
Solo alcanzó a jugar una temporada en el fútbol profesional, defendiendo a Green Cross en 1947.
Desarrolló una gran carrera como entrenador, con pasos en el fútbol de Grecia, Chile, Uruguay y principalmente en Sudáfrica. En este país se le considera un referente, además por ser uno de los primeros en vencer los prejuicios del Apartheid.
Formó un vínculo importante al realizar intercambio de jugadores entre Chile y Sudáfrica. Entre los jugadores que llevó a Sudáfrica están Mario Varas, Eddie Campodónico, Daniel Díaz y Raúl González (padre de Mark González). Mientras tanto a Chile llevó a David Waterson y Rodney Anley, quienes actuaron en Magallanes y Palestino respectivamente.
Durante la última etapa de su vida se radicó en la ciudad chilena de Viña del Mar.

## Clubes

### Como futbolista
| Club        | País  | Año  |
| ----------- | ----- | ---- |
| Green Cross | Chile | 1947 |

### Como entrenador
| Club                   | País      | Año       |
| ---------------------- | --------- | --------- |
| Doxa Drama             | Grecia    |           |
| Hellenic Football Club | Sudáfrica | 1964-1965 |
| Olympia FC             | Sudáfrica | 1966      |
| GSC Corinthians FC     | Sudáfrica | 1966-1967 |
| Powerlines FC          | Sudáfrica | 1967      |
| Doxa Drama             | Grecia    | 1968      |
| Powerlines FC          | Sudáfrica | 1969-1970 |
| Berea Park             | Sudáfrica | 1971-1972 |
| Highlands Park FC      | Sudáfrica | 1973      |
| Black XI               | Sudáfrica | 1973-1974 |
| Moroka Swallows        | Sudáfrica | 1974-1977 |
| Lusitano FC            | Sudáfrica | 1976      |
| Orlando Pirates        | Sudáfrica | 1977-1979 |
| Kaizer Chiefs          | Sudáfrica | 1979-1980 |
| Peñarol                | Uruguay   | 1980      |
| Palestino              | Chile     | 1981      |
| Moroka Swallows        | Sudáfrica | 1983-1984 |
| AmaZulu                | Sudáfrica | 1984      |
| Moroka Swallows        | Sudáfrica | 1984-1985 |
| Giant Blackpool        | Sudáfrica | 1988      |
| Mamelodi Sundowns      | Sudáfrica | 1988-1989 |
| Vaal Professionals     | Sudáfrica | 1990-1992 |
| African Wanderers      | Sudáfrica | 1999      |

## Palmarés

### Como entrenador
| Título            | Club              | País      | Año  |
| ----------------- | ----------------- | --------- | ---- |
| Copa de Sudáfrica | Kaizer Chiefs     | Sudáfrica | 1979 |
| Primera División  | Kaizer Chiefs     | Sudáfrica | 1979 |
| Copa de Sudáfrica | Moroka Swallows   | Sudáfrica | 1983 |
| Primera División  | Mamelodi Sundowns | Sudáfrica | 1988 |